# インヴァース
『インヴァース』（Inverse）は、ミレニアル世代向けのテクノロジー、科学、文化などのトピックを扱うアメリカ合衆国のデジタルメディア企業。